# 安俊 (清朝)
安俊（1797年—1864年），又名安平，字彦伯，号歗石，江苏金匮（今江苏省无锡市）人。清朝诗人、书法家，擅长篆书与篆刻，著有《弹铗诗草》。曾任云南开化府同知。

## 简介
安俊生于清嘉庆二年二月二十一日辰時，卒于同治三年八月十一日，为明末东林党领袖安希范后裔。

## 诗作
- 《阴雨》[6]

昨见浮云送夕阳，何来风雨忽癫狂。
农夫愁害平畴麦，蚕女齐采陌上桑。
钱叠参差浮曲沼，珠抛错落点轻航。
小斋也喜琴书润，更省浇花几度忙。

- 《访倪高士云林草堂清閟阁故址》[7]

林下云何在，堂前草自丰。
相传清閟阁，惟有碧梧桐。
名迹留千古，邱墟付一空。
骚人如访旧，徒此仰高风。
- 《胶山祭李忠定公及先桂坡公祠》[8]

丞相祠堂古处留，胶山北麓几经修。
捐田允念尊贤意，配享无忘报德由。
二姓蒸尝昭国典，两朝芳节共泉流。
至今仰止犹兴起，读罢碑文思更悠。

## 延伸阅读
[在维基数据编辑]